# Coluteastrum polystachyum
Coluteastrum polystachyum là một loài thực vật có hoa trong họ Đậu. Loài này được (Harv.) Kuntze mô tả khoa học đầu tiên năm 1891.